# Visita de José I Bonaparte a Málaga
En el marco de una gira de reconocimiento por el sur de la España ocupada, el rey invasor José I Bonaparte (1808-1813), hermano del emperador galo Napoleón, recaló en la ciudad de Málaga el 4 de marzo de 1810.  

## Detalles de la visita
El monarca, que entró en la ciudad por la zona de Teatinos, fue honrado con arcos triunfales en la ermita de Zamarrilla y en Puerta del Mar, además del entoldamiento de Puerta Nueva.
Escuchó misa en la Catedral de Málaga, recibió a las autoridades y presidió una corrida de toros en la actual plaza de la Constitución. Para granjearse el apoyo de la población y de las autoridades de la ciudad, pronunció un discurso en el que dijo querer ser el rey de los españoles y prometió la construcción de un faro financiado por él mismo.